# Synemosyna lucasi
Synemosyna lucasi är en spindelart som först beskrevs av Władysław Taczanowski 1871.  Synemosyna lucasi ingår i släktet Synemosyna och familjen hoppspindlar. Inga underarter finns listade i Catalogue of Life.